# Na Riteta
Na Riteta és una casa de Sant Vicenç de Montalt (Maresme) inclosa a l'Inventari del Patrimoni Arquitectònic de Catalunya.

## Descripció
Es tracta d'una casa de poble, reformada amb planta baixa, pis i pati anterior. La seva façana és simètrica i té un petit ràfec. Les obertures estan emmarcades amb pedra ben escairada i llindes rectes; les finestres del primer pis estan decorades amb ceràmica.